# セントジョセフ郡 (ミシガン州)
セントジョセフ郡（英: St. Joseph County）は、アメリカ合衆国ミシガン州ロウアー半島の南西部に位置する郡である。2010年国勢調査での人口は61,295人であり、2000年の62,422人から1.8%減少した。郡庁所在地はセンタービル村（人口1,425人）であり、同郡で人口最大の都市はスタージス市（人口10,994人）である。

## 地理
アメリカ合衆国国勢調査局に拠れば、郡域全面積は521.15平方マイル (1,349.8 km2)であり、このうち陸地503.72平方マイル (1,304.6 km2)、水域は17.43平方マイル (45.1 km2)で水域率は3.34%である。

### 主要高規格道路
- アメリカ国道12号線
- アメリカ国道131号線
- アメリカ国道131号線産業道路、スリーリバー市中心街に入る産業道路
- ミシガン州道60号線
- ミシガン州道66号線
- ミシガン州道86号線
- ミシガン州道103号線
- ミシガン州道216号線

### 隣接する郡
- カラマズー郡 - 北
- ブランチ郡 - 東
- カス郡 - 西
- ラグレンジ郡 (インディアナ州) - 南
- エルクハート郡 (インディアナ州) - 南西

## 人口動態
以下は2010年国勢調査による人口統計データである。
| 基礎データ - 人口: 61,295人 - 世帯数: 23,244 世帯 - 家族数: 16,275 家族 - 人口密度: 47人/km2（122人/mi2） - 住居数: 27,778軒 - 住居密度: 21軒/km2（56軒/mi2） 人種別人口構成 - 白人: 88.0% - アフリカン・アメリカン: 2.5% - ネイティブ・アメリカン: 0.4% - アジア人: 0.7% - その他の人種: 0.1% - 混血: 1.8% - ヒスパニック・ラテン系: 6.6% 年齢別人口構成 - 18歳未満: 25.9% - 18-24歳: 8.1% - 25-44歳: 23.8% - 45-64歳: 27.4% - 65歳以上: 14.9% - 年齢の中央値: 39歳 - 性比（女性100人あたり男性の人口） - 総人口: 97.9 - 18歳以上: 95.9 | 世帯と家族（対世帯数） - 18歳未満の子供がいる: 33.0% - 結婚・同居している夫婦: 52.6% - 未婚・離婚・死別女性が世帯主: 11.7% - 非家族世帯: 30.0% - 単身世帯: 24.8% - 65歳以上の老人1人暮らし: 17.4% - 平均構成人数 - 世帯: 2.60人 - 家族: 3.08人 収入と家計 - 収入の中央値 - 世帯: 43,964米ドル - 家族: 52,600米ドル - 性別 - 男性: 30,517米ドル - 女性: 16,388米ドル - 人口1人あたり収入: 19,737米ドル - 貧困線以下 - 対人口: 16.3% - 対家族数: 1.8% - 18歳未満: 22.3% - 65歳以上: 12.3% |

## 郡政府
郡政府は郡監獄の運営、地方道の維持、地方裁判所の運営、権利譲渡と抵当権設定記録など重要記録の維持、公衆衛生規制の管理、福祉など社会サービスの項目で州の施策への参加を行う。郡政委員会は予算を管理するが、法や条例を作るのは限定付き権限である。ミシガン州では、警察と消防、建設と区画割、税評価、街路維持など地方政府の大半機能は個々の都市と郡区の責任である。

## 郡区
セントジョセフ郡は下記16の郡区に分割されている。

| - バーオーク - コロン - コンスタンティン - ファビアス | - フォーンリバー - フローレンス - フラワーフィールド - レオニダス | - ロックポート - メンドン - モットビル - ノッタワ | - パーク - シャーマン - スタージス - ホワイトピジョン |

## 都市と町
| 都市 - スタージス - スリーリバーズ | 村 - バーオーク - センタービル - 郡庁所在地 - コロン - コンスタンティン - メンドン - ホワイトピジョン | 未編入の町 - パークビル |